# Isuzu Journey-Q
Der Isuzu Journey-Q ist ein Kleinbus von Isuzu. Die Reihe wurde hauptsächlich als Linienbus in der Stadt oder als Reisebus eingesetzt.

## Modelle
- DBR370 (1976)
- K-DBR370 (1979)
- P-MR112F (1984)
- P-MR112D (1986)
- U-MR132D (1990)
- U-GR432F (1991)
- KC-GR433F (1996)
- KK-GR433F (1999)

### Bilder

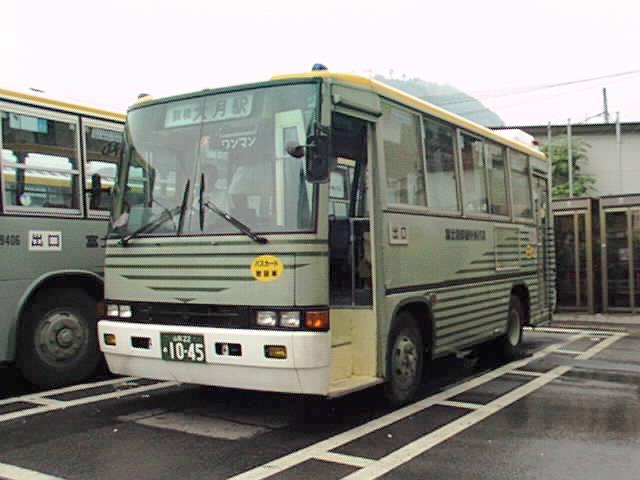
Journey-Q P-MR112D
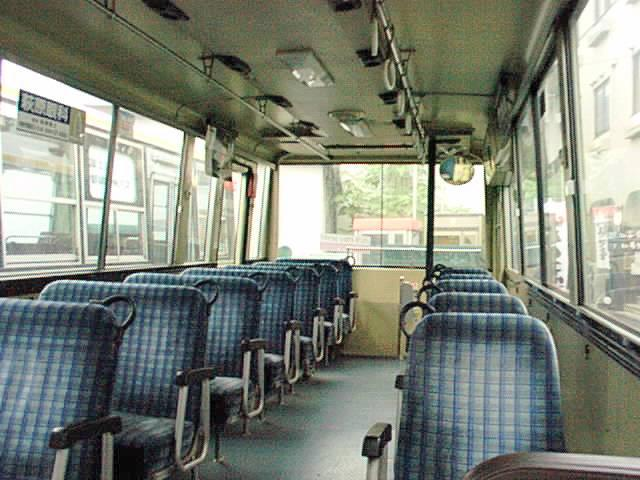
Innenraum eines Journey-Q
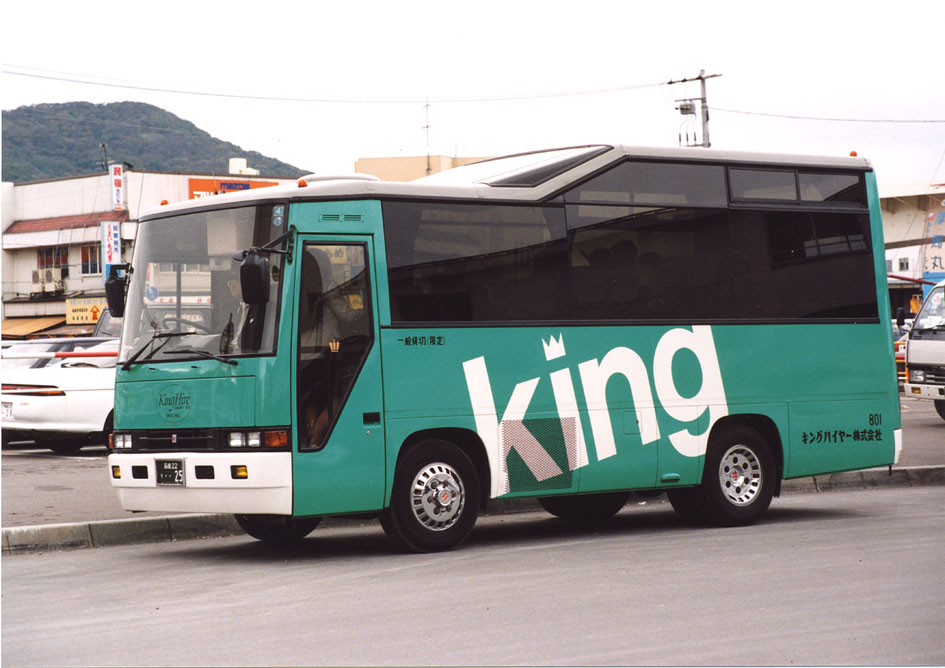
Journey-Q Royal Decker U-MR132D